# Paravespula vulgaris
Paravespula vulgaris är en stekelart som först beskrevs av Carl von Linné.  Paravespula vulgaris ingår i släktet Paravespula och familjen Eumenidae. Inga underarter finns listade i Catalogue of Life.